# Receptores de TGF-beta
Los receptores del factor de crecimiento transformante β (TGFR-β) son receptores de un solo paso de membrana y del tipo serina/treonina quinasa.  Existen en varias diferentes isoformas, bien homo- o heterodimeric. El número de ligando caracterizados dentro de la superfamilia de TGFβ son muchísimos más que el número de receptores conocidos hasta ahora, sugiriendo un evento de promiscuidad molecular existente entre el ligando y las interacciones de los receptores. Todas las células normales y la mayoría de las células neoplásicas tienen receptores en su superficie para el TGF-β1.

## Clasificación
Basado en propiedades estructurales y funcionales, se han descrito tres tipos de receptores para que el TGF-β lleve a cabo su señalización:
- TGF Receptor de beta 1
- TGF Receptor de beta 2
- TGF Receptor de beta 3

Algunos investigadores han propuesto que existen dos receptores adicionales que son el tipo IV (RTGF-β4) de 60 kDa y el tipo V (RTGF-β5) con 400 kDa, identificados solo en células pituitarias.  Adicionalmente, se ha identificado un heterodímero del TGF-β1.2 en plaquetas porcinas.
Los receptores tipo I y II tienen afinidad similar a sus ligandos, y se distinguen uno del otro solo por sus huellas peptídicas y patrones de expresión. Ambos tipos de receptor tienen una afinidad alta por el TGF-β1 y una afinidad baja el TGF-β2. El receptor TGF-β tipo III tiene una elevada afinidad tanto para el TGF-β1 y el TGF-β2 y además por el llamado TGF-β1.2.

## Función
El factor de crecimiento transformante β (TGF-β) es el ligando del está implicado en un tipo de mensajería celular conocido como señalización paracrina y se puede encontrar en muchos tipos de tejidos diferentes, incluyendo el cerebro, corazón, riñón, hígado, y los testículos. La activación del receptor del TGF-β conduce a su propia fosforilación en ciertos residuos de serina/treonina e inicia la fosforilación consecuente de proteínas efectoras intracelulares que, una vez activas se translocan al núcleo celular para inducir la transcripción de genes blanco, y así regular procesos y funciones celulares.

## Papel en enfermedades
La sobreexpresión de TGF puede inducir fibrosis renal causando enfermedad de riñón, así como diabetes, y finalmente enfermedad renal crónica (ESRD). Recientes desarrollos han encontrado que, utilizando tipos seguros de antagonistas de proteína producidos en contra de los receptores TGFβ, puede frenar y, en algunos casos, revertir los efectos de la fibrosis renal.